# 保加利亞陸軍
保加利亞陸軍是保加利亚軍隊的地面主要武装力量。他们負責維護保加利亞國內的地面安全和負責参与北约集体防御系统全方位行动的陆地编队——无论是在该国境内还是境外。
截至2015年，保加利亞地面部隊人數為24,400人，根據武裝部隊組織建設和現代化計劃（POIMVS），到2015年12月31日，保加利亞地面部隊人數應減少至14,310人，共擁有160輛坦克， 378輛裝甲車和192門火砲裝置。事實上，一項旨在減少非技術部隊數量的改革正在進行中——截至2004年12月31日，保加利亞地面部隊擁有567輛坦克、965輛裝甲戰車和666輛火砲部隊。

## 历史

### 从解放到第二次世界大战
陸軍的歷史始於1878年亞歷山大·頓杜科夫親王頒佈建立保加利亞陸軍的法令。
1885年它保护保加利亚联盟。维丁、古尔古利亚特、斯利夫尼察和三耳之战永远留在了保加利亚的历史记忆中。
在巴尔干战争和第二次巴爾幹戰爭期間，地面部隊佔領了埃迪爾內，並在呂勒布爾加茲、洛曾格勒、布萊爾和切爾納河河灣進行了無私的戰鬥。

### 从第二次世界大战到1989年11月10日。
第二次世界大战期间，保加利亚是纳粹德国的盟友（1941年3月1日至1944年9月9日），但保加利亚沙皇鲍里斯三世从未派遣保加利亚军队前往东线或其他任何地方帮助国防军。 1944年9月8日，乌克兰第三方面军在费奥多尔·托尔布欣元帅的指挥下进入保加利亚王国境内。 1944 年 9 月 8 日，保加利亚向纳粹德国宣战。第二天，保加利亚共产党领导的祖国阵线政府上台。
1944 年 9 月 9 日之后保加利亚战士与苏联战士在贝尔格莱德、尼什、斯特拉辛、库马诺沃、德拉瓦、穆尔以及许多无名高地并肩作战。保加利亚步兵在维也纳欢迎第二次世界大战的结束。
首先，由于保加利亚在第二次世界大战（1944年9月9日至1945年5月9日）中的军事参与，保加利亚成功地减少了之前作为战败轴心国一方参战（尽管没有派兵）的不利后果权力。然而，该国作为他们的前盟友，尽管保加利亚步兵在前线伤亡数千人，但仍被迫赔偿，在轴心国支持期间获得的领土，其中最重要的是退出白海，已被夺走。很长一段时间不被接受（直到1955年） ）在新的国际组织联合国。
在保加利亚共产党领导的爱国阵线统治期间（ 1944年9月9日至1989年11月10日），保加利亚被认为是苏联最忠实的盟友。布拉格之春期间，保加利亚人民军出兵捷克斯洛伐克支援苏联军队。
1973年成立陆军司令部，负责领导陆军部队、编队和部队的准备、装备和发展。

### 1989年11月10日之后
1996年陆军司令部改组为陆军总司令部，部队编制逐步由军师制改为军师制，继而改为军旅制。
2004年3月29日保加利亚成为北约成员国。
部队优化现代化改革持续推进。 2006年6月，落实《陆军部至2015年组织建设和重组方案》，陆军总部重组为陆军司令部、陆军司令部（第二集团军）、东部司令部”（第三集团军）、西部司令部（第一集团军）和特种作战部队司令部。各部队和部队直接隶属于陆军总部。

## 指揮官
- 陸軍司令 - 德扬·德什科夫少将
- 陸軍副司令 -尼古拉·卡拉伊瓦诺夫准将
- 陆军参谋长 - 普拉门·约尔达诺夫准将
- 陸軍副参谋长 - 斯托扬·斯托扬诺夫上校
- 陸軍副参谋长 - 瓦西尔·恩切夫上校

## 外部連結
1. ↑  .   [2023-08-02]. （原始内容存档于2009-03-10）.